# Samobitnia
Samobitnia była to powszechnie stosowana ochrona pszczół, żyjących w barci, przed niedźwiedziem. Był to potężny kloc drewna lub kamień zawieszony na sznurze– przy barci. Kiedy niedźwiedź odchylał go, chcąc dostać się do środka barci, kloc bezwładnie wracał na miejsce i uderzał go w głowę. Niekiedy bartnicy wbijali w ziemię pod drzewem zaostrzone u góry, drewniane pale, na które nadziewał się spadający z drzewa niedźwiedź.